# 2308 Schilt
2308 Schilt è un asteroide della fascia principale del diametro medio di circa 17,54 km. Scoperto nel 1967, presenta un'orbita caratterizzata da un semiasse maggiore pari a 2,5471190 UA e da un'eccentricità di 0,1742773, inclinata di 14,18518° rispetto all'eclittica.
L'asteroide è dedicato all'astronomo olandese Jan Schilt.